# Ерік Ліхай
Ерік Ліхай (англ. Eric Lichaj, нар. 17 листопада 1988, Даунерс-Гроув) — американський футболіст, захисник клубу «Ноттінгем Форест» та національної збірної США.

## Клубна кар'єра
Народився 17 листопада 1988 року в місті Донерс-Грове. Ерік був третім сином в родині польських емігрантів. Розпочав грати у футбол IMG Soccer Academy, а потім грав за футбольну команду в університеті Північної Кароліни. Він також зіграв чотири гри за дублюючу команду «Чикаго Файр» у Premier Development League. 
2007 року Ліхай підписав контракт з клубом «Астон Вілла» з англійської Прем'єр-ліги. Оскільки Ліхай мав польський паспорт, йому не був потрібен дозвіл на роботу.
Після сезону в молодіжній команді, 2008 року Ліхай потрапив до дорослої, але протягом сезону 2008-09 виступав виключно в дублі. На передсезонних зборах влітку 2009 року він поїхав з основою на Кубок миру. Проте в офіційних матчах за першу команду Ерік дебютувати не зміг, тому протягом сезону грав на правах оренди за нижчолігові клуби «Лінкольн Сіті» та «Лейтон Орієнт». Саме у другому з цих клубів Ліхай забив перший професійний гол у своїй кар'єрі у матчі проти «Стокпорт Каунті» 17 квітня 2010 року.
За «Астон Віллу» ж дебютний гол Ерік забив 19 липня 2010 року в передсезонному товариському матчі проти «Пітерборо Юнайтед». Після успішної передсезонної кампанії, він підписав новий трирічний контракт з клубом 11 серпня 2010 року і дебютував за «вілланів» 19 серпня 2010 року в матчі кваліфікації Ліги Європи проти віденського «Рапіда» (1:1). Дебютував в Прем'єр-лізі за «Віллу» 10 листопада 2010 року в матчі проти «Блекпула».
9 лютого 2011 року Ліхай приєднався на правах оренди на один місяць до «Лідс Юнайтед» з Чемпіоншипу. За нову команду захисник дебютував в матчі проти «Бристоль Сіті», а 14 березня, «Лідс» продовжив орендну угоду з гравцем до кінця сезону. Всього за період оренди Ерік зіграв у 16 матчах. 
Повернувшись у бірмінгемський клуб, Ліхай знову не зміг стати основним гравцем і після завершення сезону 2012-13 «Астон Вілла» вирішила не продовжувати контракт з гравцем.
19 червня 2013 року підписав контракт з клубом «Ноттінгем Форест» з Чемпіоншипу. Він дебютував за клуб в матчі першого туру проти «Гаддерсфілда» (1:0). У грудні 2014 року він продовжив контракт до літа 2017 року. 20 жовтня 2015 року Ліхай забив свій перший гол за клуб у матчі з «Бернлі» (1:1) в Сіті Граунд. 
Після продажу Генрі Ленсбері в січні 2017 року, Ліхай став капітаном команди, а в кінці сезону 2016-17 Ерік був названий гравцем року в клубі за версією вболівальників, отримавши понад 40% голосів. Наразі встиг відіграти за команду з Ноттінгема 150 матчів в національному чемпіонаті.

## Виступи за збірну
12 жовтня 2010 року дебютував в офіційних іграх у складі національної збірної США в товариському матчі проти збірної Колумбії. 
У наступному році у складі збірної був учасником розіграшу Золотого кубка КОНКАКАФ 2011 року у США, де разом з командою здобув «срібло». Після того, як він провів два перші матчі на лавці запасних, Ліхай відіграв всі 90 хвилин в останніх чотирьох матчах, в тому числі в фіналі проти Мексики (2:4). 
Згодом був учасником розіграшу Золотого кубка КОНКАКАФ 2017 року у США.
Наразі провів у формі головної команди країни 12 матчів.

## Досягнення
- Володар Золотого кубка КОНКАКАФ: 2017
- Срібний призер Золотого кубка КОНКАКАФ: 2011